# Вивєнка (село)
Ви́вєнка (рос. Вывенка) — село в Олюторському районі Камчатського краю, Росія. До 1 липня 2007 року перебувало у складі Корякського автономного округу Камчатської області.
Населення в 2006 році становило 464 особи, в 2009 — 461, а в 2010 — 472 особи.
Село розташоване на західному узбережжі затоки Корфа Берингового моря, на піщаній косі, що відокремлює естуарій від моря, у гирлі річки Вивєнка. По інший берег річки розташоване покинуте село Усть-Вивєнка.

## Населення
| 2002 | 2006 | 2010 | 2012 | 2013 | 2014 | 2015 |
| ---- | ---- | ---- | ---- | ---- | ---- | ---- |
| 547  | ↘464 | ↗472 | ↘443 | ↘434 | ↘423 | ↘412 |
| 2016 | 2017 | 2018 |      |      |      |      |
| ↘410 | ↘394 | ↘390 |      |      |      |      |